# Автошлях Т 0507
Автошля́х Т 0507 — автомобільний шлях територіального значення у Донецькій області. Пролягає територією Донецької, Макіївської та Харцизької міськрад, а також територією Амвросіївського району через Донецьк — Макіївку — Харцизьк — Іловайськ — Амвросіївку — Успенку (пункт контролю). Загальна довжина — 62,5 км.

## Маршрут
Автошлях проходить через такі населені пункти:
| Автошлях Т 0507        |              |
| Донецька область       |              |
| Донецька міська рада   |              |
| Донецьк                | Н20Н21       |
| Макіївська міська рада |              |
| Макіївка               |              |
| Колосникове            |              |
| Харцизька міська рада  |              |
| Харцизьк               |              |
| Амвросіївський район   |              |
| Садове                 |              |
| Зелене                 |              |
| Іловайськ              |              |
| Многопілля             |              |
| Кутейникове            | Т 0509       |
| Амвросіївка            | Т 0517Т 0519 |
| Квашине                |              |
| Лисиче                 |              |
| Виселки                |              |
| Успенка                |              |